# Жас тулпар
«Жас тулпар» (каз. «Жас тұлпар») — неформальное объединение казахской молодёжи, обучавшейся в московских вузах. Существовало в 1960-е годы. Позиционировало себя как культурно-просветительское общество, развивающую казахскую культуру. Однако политические взгляды ряда участников были сочтены неприемлемыми с точки зрения советского общества.

## История

### Становление
Общество «Жас тулпар» было основано 7 ноября 1963 года на собрании московских студентов-казахов. Организаторами стали Мурат Ауэзов, Алтай Кадыржанов и Болатхан Тайжанов. Членами общества были будущие учёные Макаш Татимов, Мурат Айтхожин, будущая эстрадная певица Сара Тыныштыгулова и другие известные личности.
Целью общества была объявлена пропаганда казахской культуры, искусства и литературы, а также оказание помощи казахским студентам в изучении русского языка и технических дисциплин.
Работа организации была распределена по секторам: лекторский, научно-просветительский, культурно-развлекательный. В рамках лекторского сектора студенты собирали и изучали материалы по истории, демографии и культуре казахского народа. В научно-просветительском секторе проводилась непосредственная работа со студентами-казахами. Культурно-развлекательным сектором проводились соревнования по футболу, организовывались туристические походы и различные культурные мероприятия.
Творческие бригады организации посещали места проживания казахов в Омской области, отдалённые районы Джамбулской, Южно-Казахстанской, Кзыл-Ординской, Целиноградской областей. Филиалы объединения возникли в Павлодаре, Караганде, Целинограде, Семипалатинске, Чимкенте, Алма-Ате и даже за пределами Казахской ССР (Ленинград, Киев, Одесса, Харьков, Рига). Члены «Жас тулпар» С. Елеусизов и М. Балтабаев приняли участие в организации ВИА, опирающихся на казахскую музыкальную культуру («Гульдер», «Айгуль», «Алатау» и др.).

### Кризис
В начале февраля 1966 года инициативная группа «жастулпаровцев» прибыла в Алма-Ату для проведения встречи с казахстанскими студентами. Встреча состоялась 8-9 февраля в помещении Союза писателей Казахстана. По сообщению архивного источника, на неё пришли видные казахские писатели, однако они вскоре покинули мероприятие, «почувствовав, что встреча приобретает не совсем здоровый характер».
Кроме того, именно 8-9 февраля, в день съезда «Жас тулпар», около ста студентов Алма-Атинского медицинского института не вышли на занятия в знак протеста против преподавания на русском языке.
Вскоре стали появляться встревоженные сообщения ЦК Комсомола Казахстана, в которых передавалось содержание высказываний членов «Жас тулпар»:

Тов. Тайжанов (МГИМО) предлагал создать руководящий выборный центр, принять устав «Жас тулпара», записать в нем одним из пунктов: «В делах, мыслях, поступках каждого человека движущим мотивом должен стать принцип национальности».

Главная мысль доклада т. Ауэзова выражается в следующем: «Довольно быть только группой художественной самодеятельности. Организация должна иметь свою политическую платформу».
Стали известны даже такие высказывания, что национально-культурное развитие с точки зрения организации должно привести к достижению независимости Казахстана от СССР.
20 февраля на бюро ЦК ЛКСМ Казахстана, а 15 марта на бюро ЦК ВЛКСМ обсуждалась «проявленная политическая незрелость» членов «Жас тулпар». Помимо того, с деятельностью организации увязывалось появление националистических листовок и анонимных писем.
Тем не менее, организация успела провести ещё один слёт представителей всех филиалов, состоявшийся 5-6 мая в Алма-Ате.

### Ликвидация движения и дальнейшая судьба участников
9 июня 1966 года первый секретарь ЦК ЛКСМ Казахстана Узбекали Джанибеков подаёт в ЦК ВЛКСМ записку о разъяснительных беседах, проведённых с верхушкой «Жас тулпар». Как сообщается в записке, 

…на этих встречах М.Ауэзов и другие участники согласились с замечаниями и выразили готовность прекратить свою деятельность.
По некоторым сведениям, вскоре после роспуска организации её члены подвергались преследованию со стороны правоохранительных органов, однако благодаря вмешательству первого секретаря ЦК КП Казахской ССР Динмухамеда Кунаева преследование быстро прекратилось.
После окончания учёбы многие бывшие члены «Жас тулпар» продолжали заниматься общественной работой и принимали участие в различных культурных мероприятиях. В их числе День поэзии в Алма-Ате (1970), творческий вечер, посвящённый памяти поэта Махамбета Утемисова (1971), V международная конференция писателей Азии и Африки (1973). В годы перестройки бывшие «жастулпаровцы» принимали участие в создании антиядерного движения «Невада — Семипалатинск».

## Оценка движения в современном Казахстане
Современная казахстанская историография оценивает «Жас тулпар» как патриотическое движение, предвосхитившее независимость Казахстана. В 2013 году прошли торжественные мероприятия, посвящённые 50-летию организации. В декабре 2013 года партия «Нур Отан» учредила премию «Жас тулпар», вручаемую молодым казахстанцам не старше 35 лет за развитие культуры и укрепление патриотизма среди молодёжи.